# Černovír (Olomouc)
Černovír (Duits: Tschernowir) is tegenwoordig een wijk en kadastrale gemeente in Olomouc. In Černovír wonen ongeveer 1.000 mensen. Tot 1919 vormde Černovír samen met Klášterní Hradisko een zelfstandige gemeente onder de naam Černovír.

## Aanliggende (kadastrale) gemeenten
| Aanliggende (kadastrale) gemeenten1 | Aanliggende (kadastrale) gemeenten1 | Aanliggende (kadastrale) gemeenten1 | Aanliggende (kadastrale) gemeenten1 | Aanliggende (kadastrale) gemeenten1 |
| ----------------------------------- | ----------------------------------- | ----------------------------------- | ----------------------------------- | ----------------------------------- |
| Horka nad Moravou                   |                                     | Chomoutov, Bohuňovice               |                                     | Hlušovice                           |
|                                     |                                     |                                     |                                     |                                     |
| Řepčín                              | Týneček, Chválkovice                |                                     |                                     |                                     |
|                                     |                                     |                                     |                                     |                                     |
| Hejčín                              |                                     | Lazce, Klášterní Hradisko           |                                     | Pavlovičky                          |

1 Cursief geschreven namen zijn andere kadastrale gemeenten binnen Olomouc.
Bělidla ·
Černovír ·
Droždín ·
Chomoutov ·
Chválkovice ·
Hejčín ·
Hodolany ·
Holice ·
Klášterní Hradisko ·
Lazce ·
Lošov ·
Nedvězí ·
Nemilany ·
Neředín ·
Nová Ulice ·
Nové Sady ·
Nový Svět ·
Olomouc-město ·
Pavlovičky ·
Povel ·
Radíkov ·
Řepčín ·
Slavonín ·
Svatý Kopeček ·
Topolany ·
Týneček